# Моген, Франсуа
Франсуа́ Моге́н (фр. François Mauguin; 24 февраля 1785, Дижон — 4 июня 1854, Сомюр) — французский либеральный политик времён Реставрации и Июльской монархии.
Сын адвоката, окончив юридическую школу в Париже, в 1804 году начал карьеру адвокатом. В 1815 году защищал перед военным судом полковника Лабедуайера, обвинявшегося в «измене» королю во время Ста дней, и хотя не смог спасти его от расстрела, сделал этой защитой себе репутацию как сильному оратору. После этого участвовал в ряде политических процессов, защищая противников Реставрации. В 1827 году избран в Палату депутатов от родного департамента Кот-д’Ор и с тех пор постоянно переизбирался. В парламенте примкнул к наиболее радикальной группе либеральной оппозиции. В 1830 году, сразу же по издании Июльских ордонансов Карла X, он призвал депутатов к сопротивлению, 28 июля он заявил: «Мы стоим перед лицом революции и должны выбирать между королевской гвардией и народом». После свержения Бурбонов был назначен членом Муниципальной комиссии, осуществлявшей руководство Парижем, и подготовил манифест об охране памятников культуры восставшим народом. Он враждебно встретил воцарение Луи-Филиппа, но впоследствии перешёл на более умеренные позиции и стал, наряду с Одилоном Барро, одним из лидеров «системной» династической оппозиции.
Во время польского восстания 1830 года Моген, наряду с генералом Ламарком и Лафайетом, являлся лидером агитации за военное вмешательство на стороне поляков. Известны его о вмешательстве с Казимиром Перье, состоявшиеся 19 и 22 сентября 1831 года. Однако в конце жизни он стал сторонником франко-русского союза.
После 1832 года Моген также боролся с колониальной системой и разрабатывал проекты отмены рабства.
После Февральской революции 1848 года Моген был избран в Учредительное собрание. В Учредительном собрании голосовал вместе с правой фракцией: за преследование Луи Блана и Коссидьера, против отмены смертной казни, против права на труд, против амнистии участникам Июньского восстания рабочих, за кредиты для интервенции в Риме. В 1849 году переизбран в Законодательную ассамблею.
Репутация Могена ещё в 1848 году была подмочена разоблачением его участия в разного рода аферах; 27 декабря 1850 года он был задержан своим кредитором, неким Шероном, и по решению суда препровожден в долговую тюрьму Клиши; возмущенная этим Ассамблея приняла решение послать для освобождения своего члена линейный батальон, после чего Моген был освобождён. После разгона Ассамблеи принцем-президентом Луи-Наполеоном 2 декабря 1851 года ушёл в частную жизнь и вскоре умер.